# 福島藩

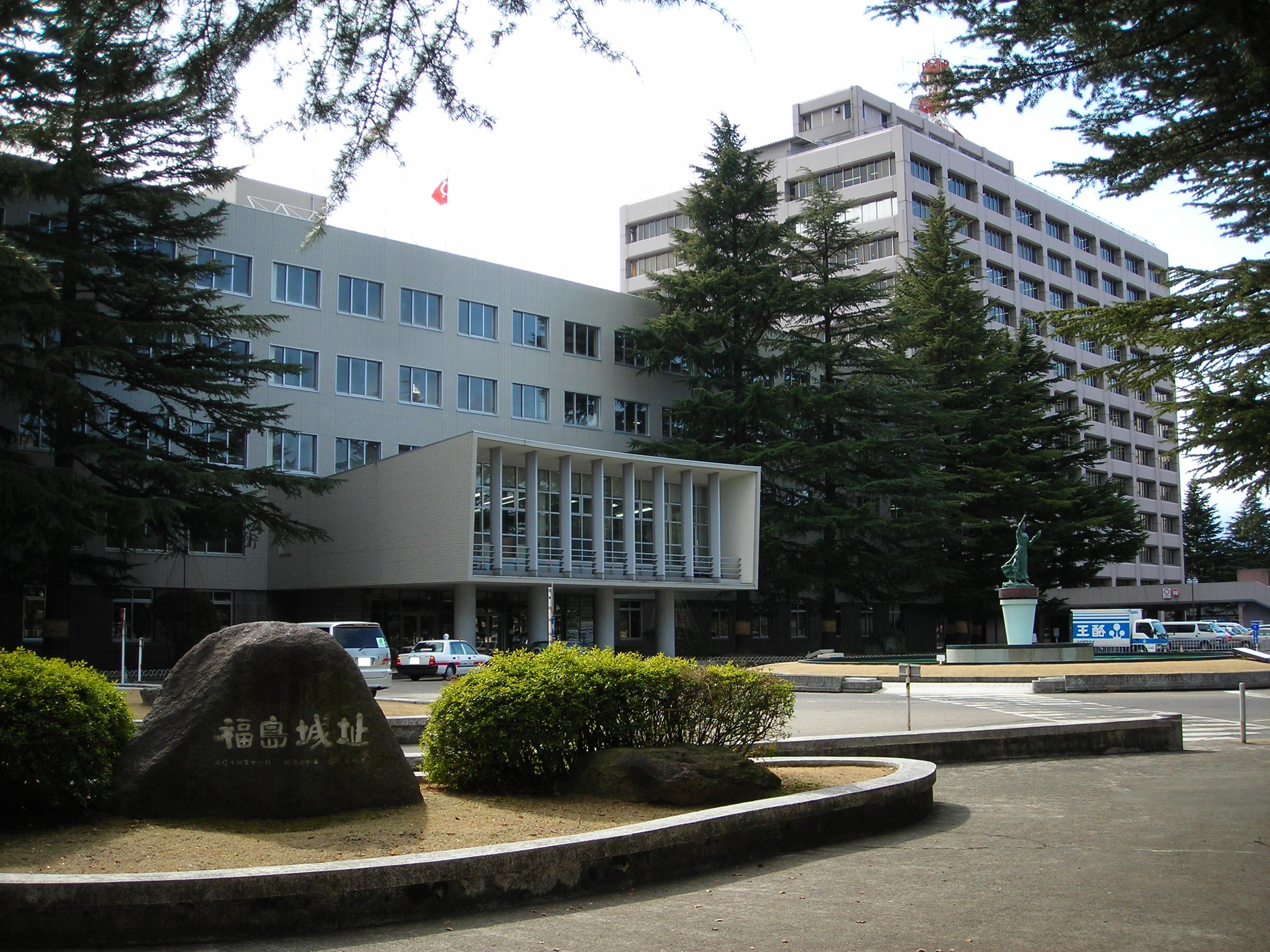
福島城跡（福島県庁）

福島藩（ふくしまはん）は、陸奥国南部（岩代国信夫郡）、現在の福島県福島市にあった藩である。居城は福島城。藩主は本多家、堀田家、板倉家の3氏で、いずれも譜代大名であった。

## 前史（江戸幕府以前）

### 室町時代
福島は伊達氏が長らく統治してきた。1413年（応永20年）に伊達松犬丸（後の伊達持宗）が懸田定勝と共に鎌倉公方へ反乱を起こした際に立て籠もった大仏城が後の福島城といわれる。大仏城は後に杉妻城（または杉目城）と改められ、天文の乱後、福島は伊達氏家臣の牧野相模守の所領になっている。
その後、伊達晴宗が嫡子・輝宗に家督を譲って隠居した際に米沢城から杉目城へ移った。このころの信夫郡（現在の福島市一帯）の中心的城郭は晴宗の弟・伊達実元の居城・大森城であり、杉目城は単に晴宗の隠居城としての性格しか持ち合わせていなかった。1577年（天正5年）に隠居である晴宗が死去すると、晴宗夫人・裁松院（久保姫）と晴宗末子・直宗が居住した（直宗は天正12年に死去）。

### 戦国・桃山時代
福島は天正19年（1591年）まで伊達氏の領地であったが、豊臣秀吉により召し上げられて蒲生氏郷の支配地へと編入された。慶長3年（1598年）には会津120万石・上杉景勝の領地となり、旧領である伊達（梁川）・信夫（福島）の奪還を望む伊達政宗との対立から緊張が高まる時期には、福島城主として本庄繁長が上杉景勝から派遣された。
秀吉の死後、慶長5年（1600年）、景勝は関ヶ原の戦いに際して徳川家康に敵対し、米沢藩30万石（出羽置賜、陸奥伊達、信夫2郡）に減封され、置賜の米沢城を本拠と定めた。

## 沿革

### 米沢藩重臣の統治時代
上杉家は、信達（しんたつ）の両郡には郡代や奉行として佐藤氏や小笠原（古川）氏を置き、信夫郡の福島城には本庄繁長や春日（高坂）氏、伊達郡の梁川城には芋川正親や須田氏らを城主（城代）として統治させた。
上杉定勝は彼らを肝煎として、福島盆地に西根堰水路を完成させ、耕地面積を飛躍的に拡大した。
寛文4年（1664年）、定勝の子（景勝の孫）綱勝が、子供の無いまま急死して断絶の危機を迎えたが、綱勝の舅保科正之（3代将軍徳川家光の実弟）の尽力により、綱勝の甥で妹婿吉良義央（上野介、扇谷上杉家の女系子孫）の子綱憲が綱勝に養子入りした結果、半知15万石で家名存続することを許された。その際、福島城を含む信夫郡・梁川城の伊達郡・高畠城のある置賜郡屋代が公収された。

### 幕府直轄時代（本多家・堀田家の短期統治ふくむ）
幕府直轄領となった福島（信夫郡および置賜郡のうち屋代で20万石）は、その後、1679年（延宝7年）に本多忠国が大和郡山から福島15万石で入封し福島藩を立藩する。しかし3年後の1682年（天和2年）には再び幕府領となる。
1686年（貞享3年）から1700年（元禄13年）にかけて堀田氏10万石で入封、藩主を2代務める。1700年（元禄13年）から板倉氏入封までの2年間幕府領となる。

### 江戸時代・後期から幕末（板倉家の統治）
1702年（元禄15年）には、徳川将軍家と密接な関係にある板倉家（重昌流）が3万石で封じられた。1868年（明治元年）、14代板倉勝己は奥羽列藩同盟に与したため、三河重原に移封されてしまう。しかし、戊辰戦争後、内藤魯一らは藩の立て直しに奔走。明治4年、廃藩置県に至った。

## 居城
- 福島城 : 現在の福島県福島市杉妻町および舟場町一部（福島県庁周辺）

## 江戸屋敷
※屋敷所在地は時期により移転や複数存在する場合あり
上屋敷
- 現東京都千代田区富士見2丁目14番23号の東京逓信病院 (同病院敷地は上屋敷時代からほぼそのままの形で残る)

下屋敷
- 現東京都台東区東上野6丁目7番から12番全域と16号の上野小学校一部敷地を足した場所

## 領地
- 表高（江戸時代）
20万石（天領）→15万石（本多氏）→10万石（堀田氏）→3万石（板倉氏）
- 封地（板倉氏の時代）
陸奥国（後の岩代国）信夫郡（福島県福島市）、伊達郡、上総山辺郡（千葉県東金市）、三河国碧海郡、幡豆郡

## 歴代藩主

### 本多家
譜代 15万石
（大和郡山藩より）
1. 本多忠国 （1679年 - 1682年）

（播磨姫路藩へ）

### 堀田家
譜代 10万石
（出羽山形藩より）
1. 堀田正仲（1686年 - 1694年）
2. 堀田正虎（1694年 - 1700年）

（出羽山形藩へ）

### 板倉家
譜代 3万石
（信濃坂木藩より）
1. 板倉重寛（1702年 - 1717年）
2. 板倉重泰（1717年 - 1718年）
3. 板倉勝里（1718年 - 1743年）
4. 板倉勝承（1743年 - 1765年）
5. 板倉勝任（1765年 - 1766年）
6. 板倉勝行（1766年 - 1773年）
7. 板倉勝矩（1773年 - 1775年）
8. 板倉勝長（1776年 - 1815年）
9. 板倉勝俊（1815年 - 1834年）
10. 板倉勝顕（1834年 - 1866年）
11. 板倉勝己（1866年 - 1868年）
12. 板倉勝達（1868年 -1871年）

## 支藩
各家とも福島藩主時代には支藩の創設はなし。本多家には、大和郡山藩主時代に分封した播磨山崎藩、陸奥岩瀬藩が存在した。このうち、福島県須賀川市に陣屋を置いた岩瀬藩主の本多出雲守政利は、天和2年（1682年）まで播磨明石藩主であったが不行跡により岩瀬に減転封された。その後、行跡を改めず乱行を続けたとして、元禄6年（1693年）に改易となった。

## 幕末の領地
- 陸奥国（岩代国）
  - 信夫郡のうち - 19村（第1次福島県に編入）
- 上総国
  - 山辺郡のうち - 4村（重原藩を経て安房上総知県事に編入）

三河国飛地については「旧高旧領取調帳」で重原藩立藩後に加増された地域も含まれているため詳細不明。

## 廃藩後の旧藩主板倉家との関わり
1884年（明治17年）、福島県庁を福島町から中通り中部へ移転させるという動きが起きた際に、その反対運動の先頭役である初代福島町長の鐸木三郎兵衛を熱心に支援したのが、最後の福島藩主板倉勝達子爵であった。勝達を含めた有力者の支援もあり、県庁移転運動は封じられ、福島県庁移転を阻止に尽力した。
現在、重昌系板倉家の祖である板倉重昌を崇神している板倉神社が福島城跡敷地内に所在する。9月上旬に執り行われる板倉神社例大祭において、福島藩主の子孫にあたる板倉家当主など関係者が出席している。また、板倉神社の修営にも携わっているなど、継続して福島市との関わりを持ち続けている。

## 歴代藩主奉納の絵馬
後の世に歴代福島藩主は絵馬のお殿様としても知られるようになる。福島城下周辺の社寺には福島藩主による絵馬を奉納する伝統があり、堀田氏により1枚、板倉氏により27枚が奉納されている。福島稲荷神社、黒沼神社、板倉神社、大蔵寺、満願寺、文知摺観音といった格式の高い社寺や民衆の信仰を集めた社寺に奉納された。

## 画像

本多家家紋 (丸に立ち葵)
堀田家家紋 (黒餅立ち木瓜)
板倉家定紋 (九曜巴)
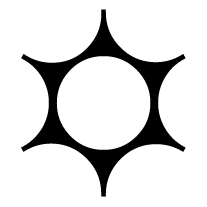
板倉家替紋 (鞠挟)